# شن ين بوك
شِن يُن بوك (ولد في سنة 1758 وتاريخ ولادته غير معروف) هو أحد رسامي مملكة جوسون في كوريا. يعرف شِن برسماته المماثلة للواقع مشابهاً في ذلك الرسام كم هونغ دو والرسام كم دك شن، ولكن رسماته تتأثر بالطابع المثير للغرائز أكثر من كم هونغ دو وهو ما تسبب في نهاية الأمر بطرده من دوهواسو (مكتب الرسم الحكومي).